# Valdez-Cordova Census Area
Valdez-Cordova Census Area is een borough in de Amerikaanse staat Alaska.
De borough heeft een landoppervlakte van 88.886 km² en telt 10.195 inwoners (volkstelling 2000).